# Massospondylus carinatus
Massospondylus carinatus es una especie y tipo del género extinto Massospondylus (en griego "vértebra elongada") de dinosaurio prosaurópodo masospondílido que vivió a principios del período Jurásico, entre 200 a 183 millones de años, desde el Hettangiense al Pliensbachiense en África. Descrita por Sir Richard Owen en 1854 a partir de restos descubiertos en Sudáfrica, siendo uno de los primeros dinosaurios en ser nombrado. Fósiles de este han sido encontrados en distintos lugares de Sudáfrica, Lesoto y Zimbabue.

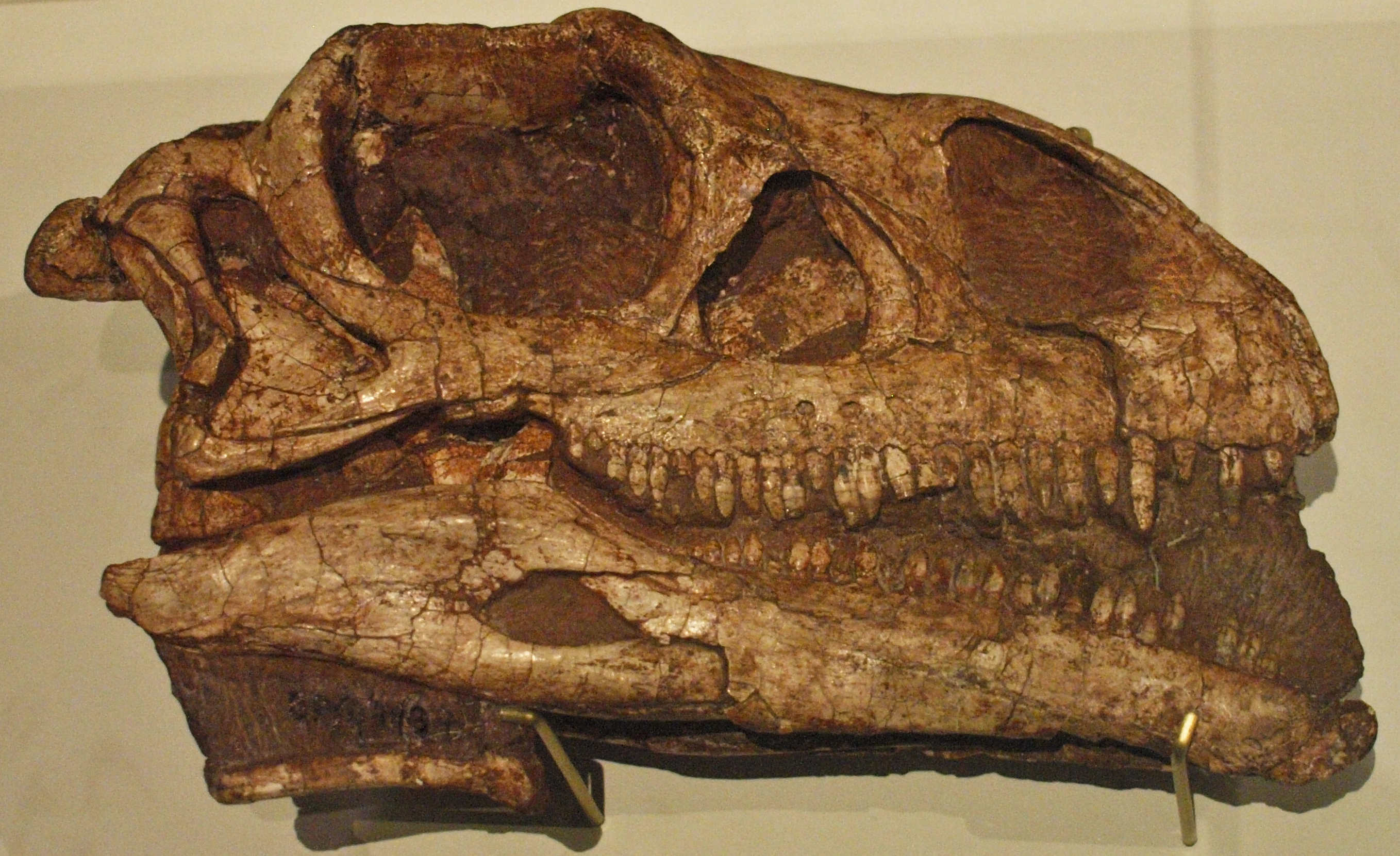
Cráneo de la muestra neotipo (BP / 1/4934) de M. carinatus.

Los primeros fósiles de Massospondylus fueron descritos por el paleontólogo Sir Richard Owen en 1854, que le dio el nombre derivado de los términos del griego μάσσων, masson, "largo" y σπόνδυλος,  spondylos, "vértebra". Estos fósiles fueron encontrados en 1853 por J. M. Orpen en la Formación Elliot Superior en Harrismith, África del Sur. Estos restos constaban de las vértebras del cuello, del lomo, y cola, escápula, un húmero, una pelvis parcial, un fémur, una tibia y huesos de las manos y de los pies. El material holotipo original era parte de la colección de la Universidad Real de Cirujanos en Londres que fue destruida durante la Segunda Guerra Mundial, por lo que solamente los moldes se conservan. Posibles restos de  Massospondylus han sido encontrados en la Formación Elliot Superior, Formación Clarens y Arenisca Bushveld de Sudáfrica y Lesoto, la Arenisca Forest y Arenisca Karroo Superior de Zimbabue y la Formación Kayenta de Arizona. Estos restos consisten en por lo menos 80 esqueletos parciales y cuatro cráneos, representando jóvenes y a adultos.